# Присовски рид
Присовски рид е нископланински рид в северната структурна ивица на Средния Предбалкан, област Велико Търново, разположен между долините на реките Янтра и Веселина.
Издига източно пролома Дервент на река Янтра при Велико Търново, който го отделя от разположеното на запад от пролома Беляковско плато. На изток постепенно се понижва към долината на река Веселина (ляв приток на Стара река). На север в село Шереметя чрез ниска седловина (242 м) се свързва с Арбанашкото плато, а западно от село Пчелище чрез седловина висока 282 м се свързва със северните разклонения на Еленските възвишения.
Дължината на рида от запад на изток е около 18 – 20 км, а ширината му – 4 – 5 км. Средната му надморска височина варира от 300 до 350 м, като на изток се понижава до 250 м. Най-високата точка е връх Алиев трап (426,4 м), разположен в северната му част, на около 1,7 км западно от село Драгижево. Билото на рида е остро, а склоновете му се спускат стръмно към околните долини и равнини. Представлява моноклинала, изградена от наклонени на север долнокредни варовити скални пластове. Частично е обрасъл с ниски и редки гори.
По периферията му са разположени градовете Велико Търново и Дебелец и селата Малки чифлик, Шереметя, Драгижево, Мерданя, Церова кория, Пчелище и Присово.
По северното подножие на рида, на протежение от 7,9 км преминава участък от първокласен път № 4 от Държавната пътна мрежа Ябланица – Велико Търново – Шумен, а западната му част се пресича от участък от първокласен път № 5 Русе – Стара Загора – ГКПП „Маказа“.
Източната му част, на протежение от 9,5 км се пресича от участък от второкласен път № 53 Поликраище – Сливен – Ямбол – Средец.
В подножията на рида при селата Присово и Мерданя са разположени съответно манастирът „Свети Пантелеймон“ и Мерданският манастир.

## Топографска карта
- Лист от карта K-35-28. Мащаб: 1 : 100 000.